# Бутусов, Павел Павлович
Павел Павлович Бутусов (17 мая 1898, Мышкин, Ярославская губерния — 22 марта 1990) — российский, советский футболист, хоккеист и футбольный тренер.
Член знаменитой семьи братьев Бутусовых (остальные — Кирилл, Александр, Василий, Константин и Михаил).

## Биография
С самого раннего возраста занимался футболом, гимнастикой, лёгкой атлетикой. В 14 лет был принят в третью мужскую команду клуба «Унитас», в 1917 году вместе с братом Михаилом играл нападающим первой клубной команды.
Во время гражданской войны Павел Бутусов на родине родителей в городе Мышкине Ярославской губернии в 1918 году создал спортивно-гимнастический клуб «Гладиатор», один из первых в стране, выступал в футбольной команде клуба.
В 1922 году Бутусов вернулся в Петроград, где выступал за «Пищевик» вместе со своими братьями Василием и Михаилом, за «Красную газету» и другие ленинградские команды. Играл на месте защитника в хоккей. В 30 лет получил тяжёлую травму, год провёл в больнице и закончил выступления.
Окончил институт, стал крупным инженером-экономистом. Работал в Ленинграде, Эстонии, Латвии, за участие в строительстве Куйбышевской ГЭС был награждён орденом «Знак Почёта».
Параллельно с 1933 года около 20 лет работал тренером. Тренировал «Буревестник» Ленинград, в 1935 году стал первым тренером «Сталинца» (впоследствии — «Зенит»). в 1938 году создал первую команду мастеров в Краснодаре. Также был тренером в Нарве, Таллине, Ставрополе.